# Team Scheisse
Team Scheisse ist eine deutsche Punkrock-Band aus Bremen.

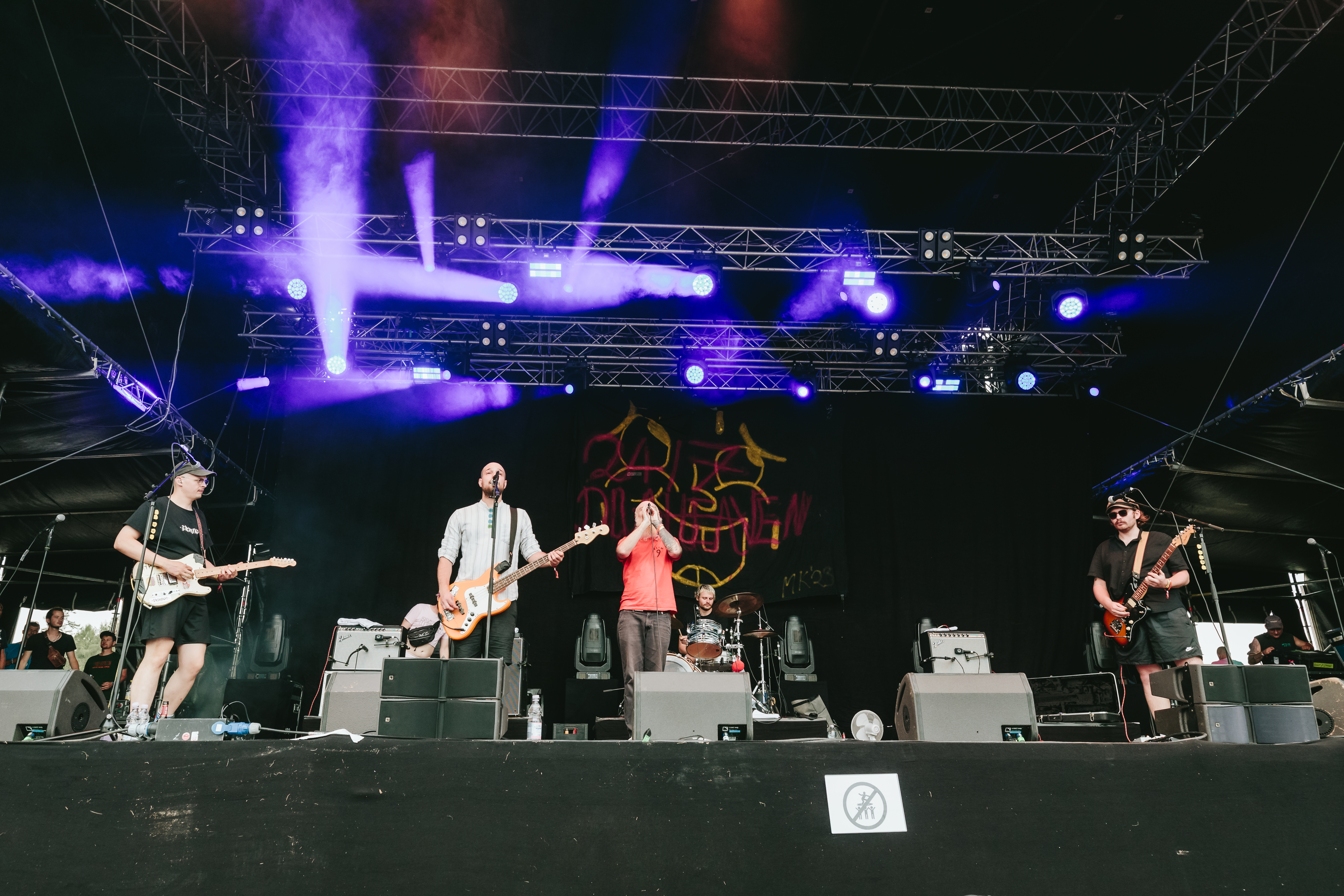
Team Scheisse (Rocken am Brocken 2024)

## Geschichte
Nach dem selbstveröffentlichten Debütalbum 8 Hobbies für den sozialen Abstieg und einem Split-Album mit Elitepartner (beide 2020) folgte das erste offizielle Studioalbum auf Soulforce Records, dem Label des Produzententeams KitschKrieg und Trettmann. 2022 spielten sie eine weitgehend ausverkaufte Deutschland-Tour. Mitte 2022 waren Team Scheisse Vorband der Toten Hosen in den Städten Flensburg und in Berlin, bei deren Jubiläums-Tour zum 40-jährigen Bestehen der Band. 2023 veröffentlichte die Band ihr drittes Studioalbum mit dem Titel 042124192799. Das vierte Studioalbum, 20 Jahre Drehorgel, erschien 2025.
Tobias Hausdorf bescheinigt der Band auf Zeit Online „Achtsamkeit und Onlinesensibilität“ die „sich bei Team Scheiße [sic] mit guter, alter Abrissmusik“ verbinden. „Die Bremer Band glänzt im Konzert ebenso wie auf Instagram.“ Linus Volkmann bezeichnete die zweite LP Ich habe dir Blumen von der Tanke mitgebracht (Jetzt wird geküsst) in seiner Kolumne beim Musikexpress vom 2. Dezember 2021 als „Platte des Jahres“. 2022 erhielten Team Scheisse den Preis für Popkultur als „Hoffnungsvollster Newcomer“ für das Album Ich habe dir Blumen von der Tanke mitgebracht (Jetzt wird geküsst).
Ihr bis dato erfolgreichster Song Schmetterling hatte im Januar 2025 mehr als eine Million Aufrufe bei YouTube und mehr als fünf Millionen Aufrufe auf Spotify.
Ende März 2023 trat die Gruppe mit dem Lied FA als Schlussakt in der Folge Nuhr im Zweiten des ZDF Magazin Royale auf.
Ihr Song mit dem Titel Schmetterling wurde 2023 in der dritten Staffel der Schweizer Fernsehserie Tschugger als Credit-Track der Folge 3 Bill Geits verwendet.
Die Sendung ttt – titel, thesen, temperamente stellte die Band in seiner Sendung am 30. März 2025 vor.
Am 9. April 2025 gab Lulu Henn über Instagram bekannt, dass sich Team Scheisse von ihr getrennt haben.

## Diskografie

### Studioalben
- 2020: 8 Hobbies für den sozialen Abstieg[13]
- 2020:  Team Scheisse x Elitepartner (Splitalbum mit Elitepartner)
- 2021: Ich habe dir Blumen von der Tanke mitgebracht (Jetzt wird geküsst)
- 2022: 20:15 (EP)
- 2023: 042124192799
- 2025: 20 Jahre Drehorgel

### Singles
- 2021: Karstadtdetektiv
- 2022: Frank
- 2022: Erfurt
- 2022: 20:15
- 2023: Schmetterling
- 2023: Elfmeterschießen
- 2023: Safeword Einzelfall
- 2024: Mittelfinger
- 2024: Gucci
- 2025: Lok
- 2025: Pluto

## Auszeichnungen
- 2022: Preis für Popkultur (Hoffnungsvollster Newcomer)